# Mandesa amplificata
Mandesa amplificata är en insektsart som beskrevs av William Lucas Distant 1908. Mandesa amplificata ingår i släktet Mandesa och familjen spottstritar. Inga underarter finns listade i Catalogue of Life.